# Евагор (сатрап)
Евагор (на старогръцки: Εὐαγόρας, Euagoras, † есента 311 г. пр. Хр.) е военачалник и служител на диадохския влдетел Антигон I Монофталм.
След победата на Антигон I Монофталм през 316 г. пр. Хр. над Евмен от Кардия той поставя Евагор (Евагорас) като сатрап в двойната провинция Ария/Дрангиана. След като той умира след кратко време, Антигон поставя Евагор на тази служба. Според Диодор той е много смел и интелигентен.
През 312 г. пр. Хр. Евагор получава провинцията Персис, където сменя Асклепиодорос. Малко след това той и сатрап Никанор от Медия, получават задачата от Антигон да се бият против Селевк I, който тази година е превзел Вавилон. Евагор събира свой контингент от персийски войници, с които заедно с Никанор тръгва към Тигър. На брега на реката те са изненадани в нощния им лагер от Селевк. Евагор е убит в боевете, неговите персийски трупи преминават към Селевк.
Понеже Селевк побеждава Антигон в т.нар. Вавилонска война (311 – 309 г. пр. Хр.), той му оставя Персис също и всички „горни сатрапии“, които преминават към Селевкидското царство.